# Mazurek (ciasto)

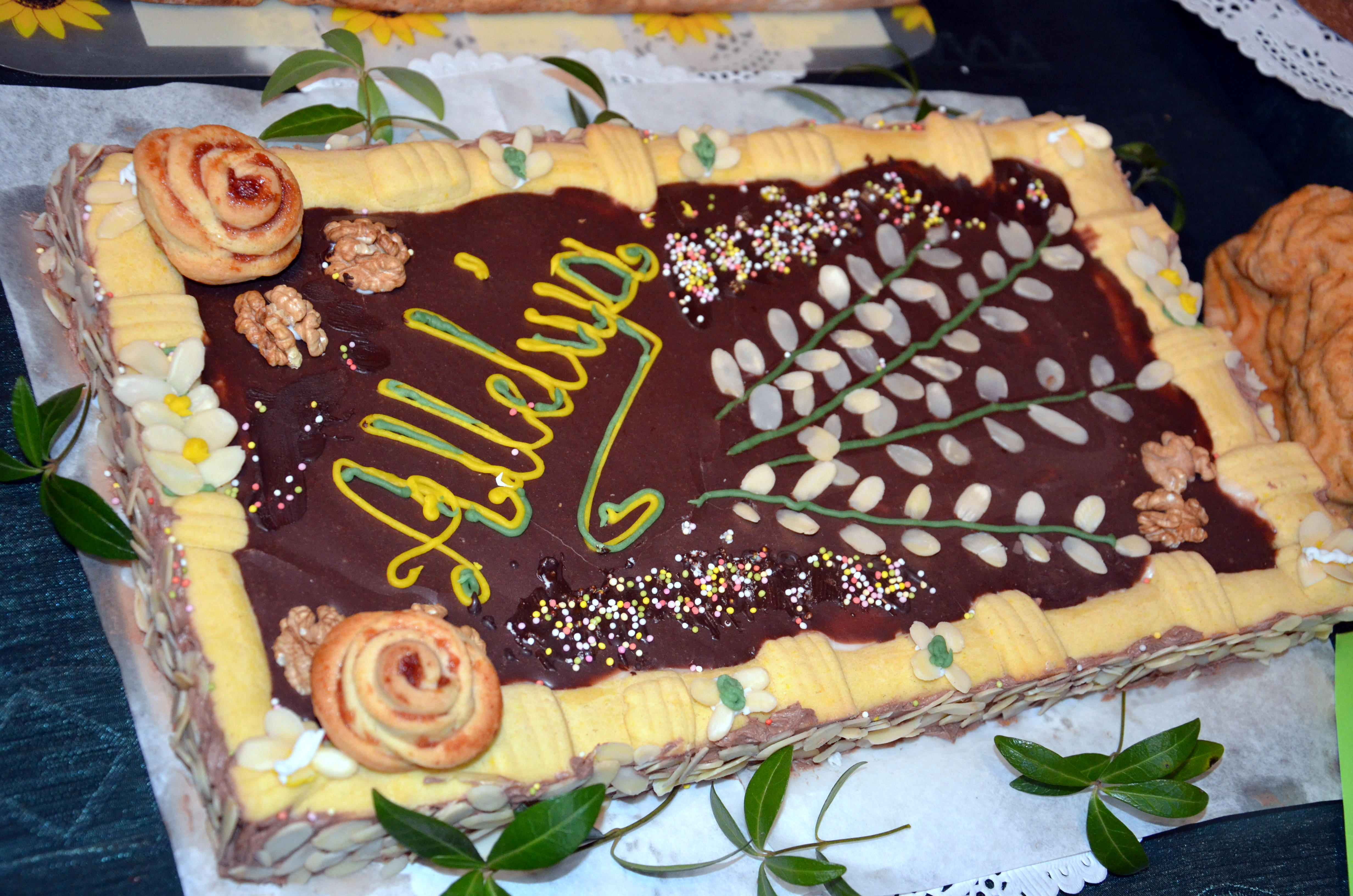
Mazurek z dekoracją zawierającą typowe motywy: hasło „Alleluja” oraz wzór przedstawiający gałązki wierzby z baziami.

Mazurek – tradycyjne, niskie, słodkie ciasto kuchni polskiej.
Mazurki piecze się w okresie Wielkanocy. Sporządza się je z każdego rodzaju ciast. Często składane są z dwóch warstw ciast różnego rodzaju. Najbardziej typowe mazurki powstają z płatów kruchych, biszkoptowo-tłuszczowych, orzechowych. Jeszcze w dawnej kuchni polskiej wytwarzano też m.in. mazurki z ciasta makaronikowego i marcepanowego. Brzegi górnej powierzchni placka zaznacza się rysunkiem z ciasta lub masy orzechowej lub migdałowej. Popularne jest też wykonywanie na wierzchu kratki z ciasta. Mazurek często przekłada się lub pokrywa (nadziewa) jego wierzch masami (np. orzechową, migdałową, kajmakową, pomarańczowo-jabłkową), marmoladą lub dżemem. Wierzch wykańcza się najczęściej polewą, lukrem lub galaretką i zdobi owocami (suszonymi, kandyzowanymi lub z syropu), orzechami, bakaliami.
Mazurki powinny być niskie, do ok. 4 cm. Wypieka się je w różnych kształtach – najczęściej są prostokątne (w tym kwadratowe). Spotykane są też mazurki w kształcie rombów, trójkątne, owalne, okrągłe. Bogato zdobione mazurki często pełnią funkcję ozdobną.
„Mazurek orzechowy” wpisany jest na Listę produktów tradycyjnych Ministerstwa Rolnictwa i Rozwoju Wsi w kategorii „Wyroby piekarnicze i cukiernicze” w województwie kujawsko-pomorskim. Na ciasto składa się kruchy, płaski placek w kształcie prostokąta (w tym kwadratu), pokryty warstwą gęstego kremu z orzechów włoskich i udekorowany bakaliami.

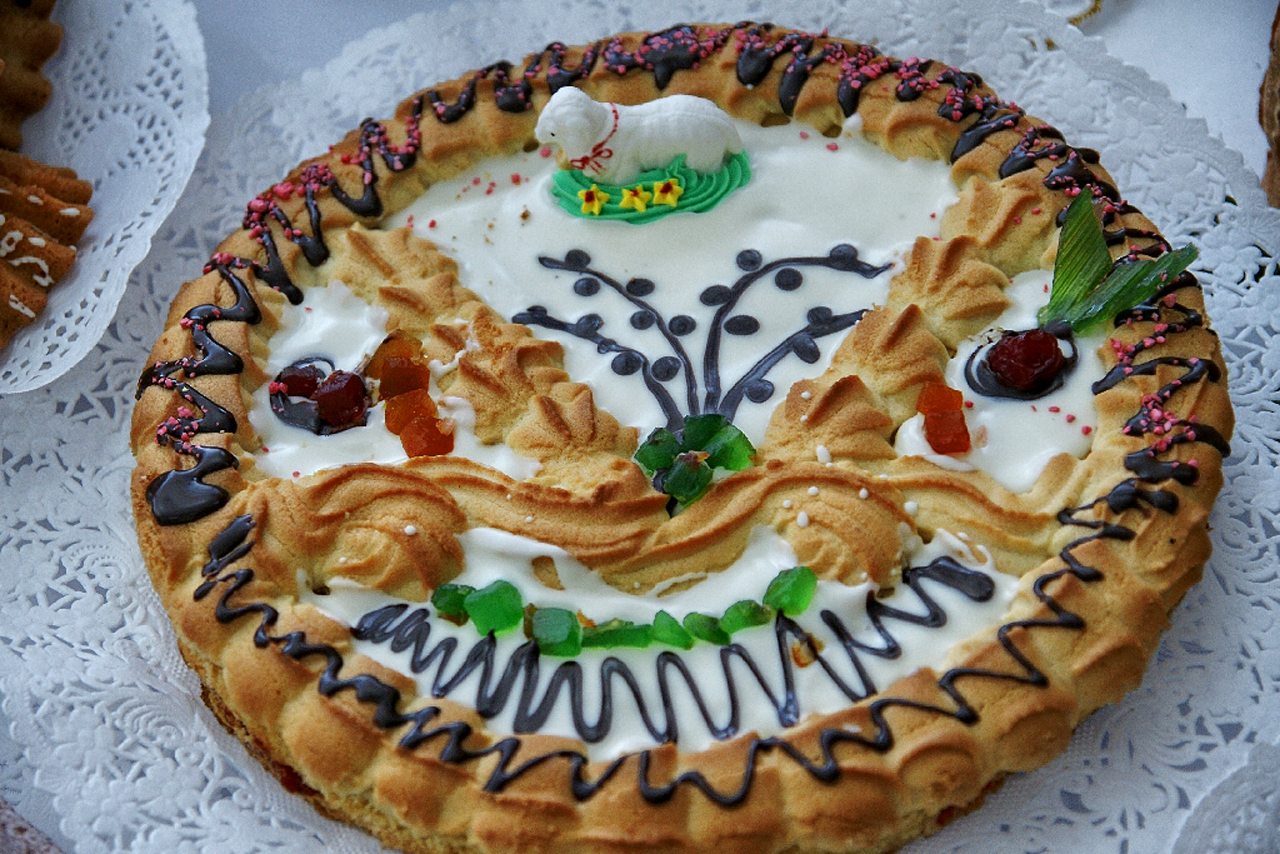
Mazurek wielkanocny
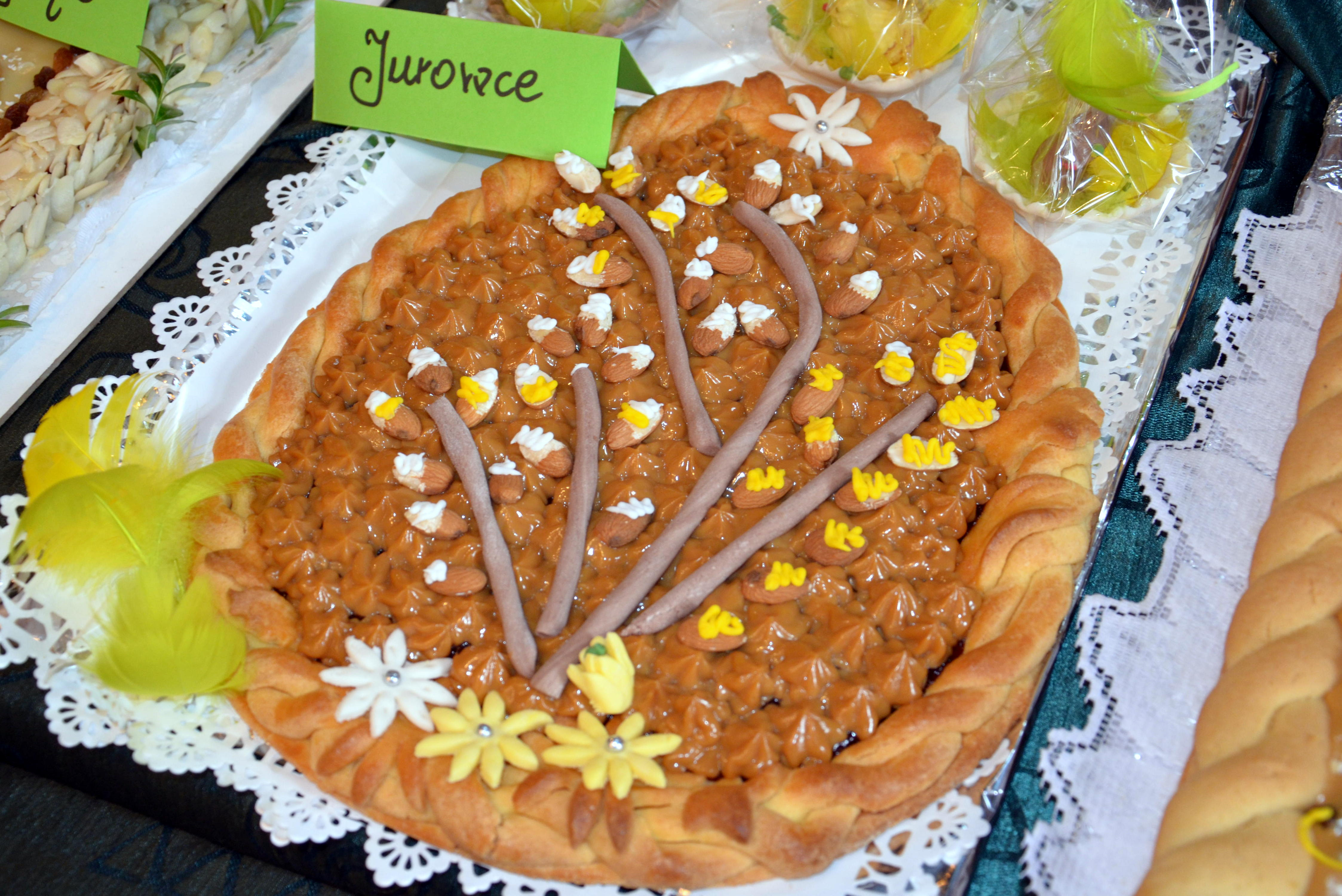
Mazurek wielkanocny w kształcie jajka.
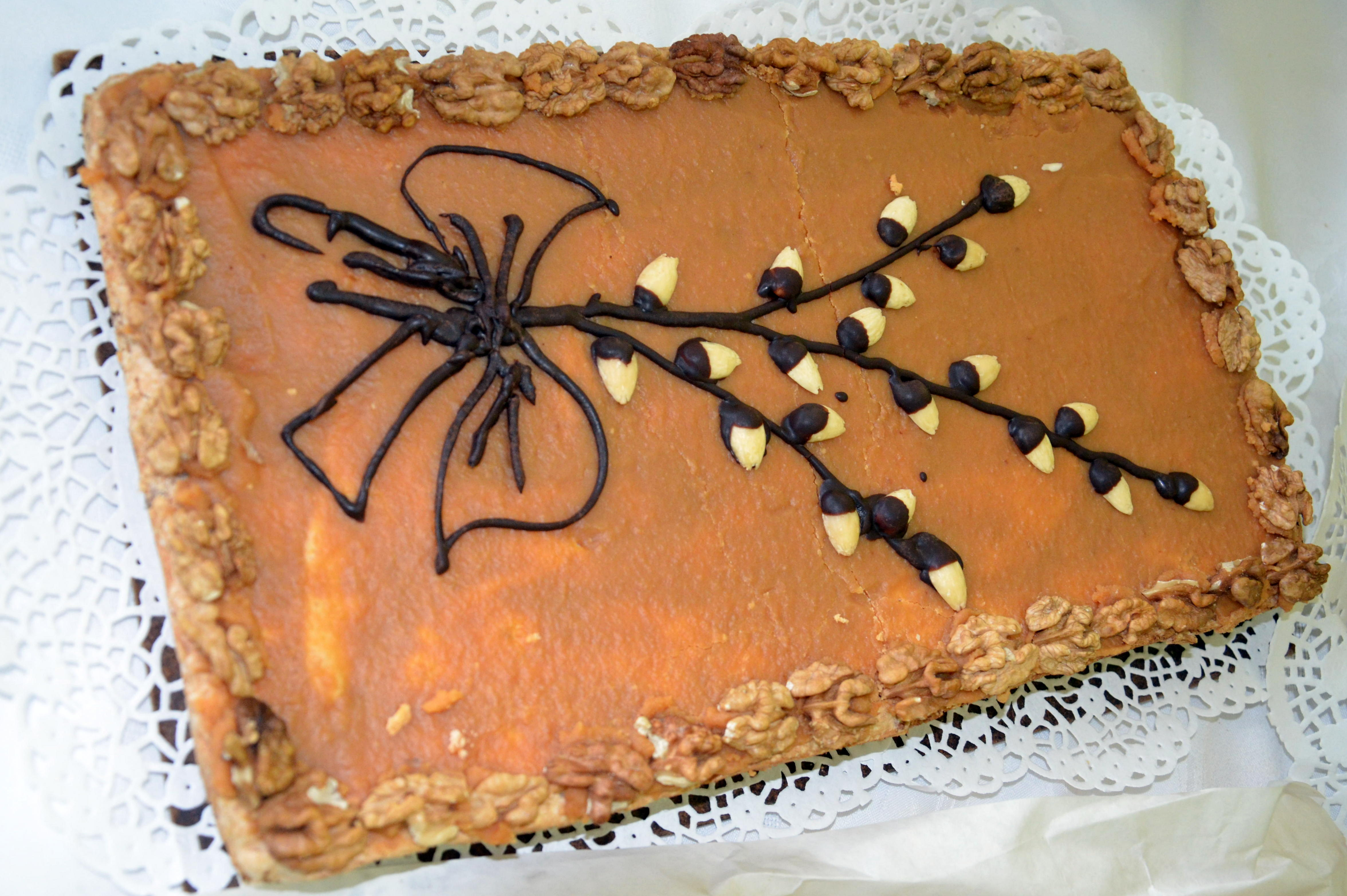
Mazurek
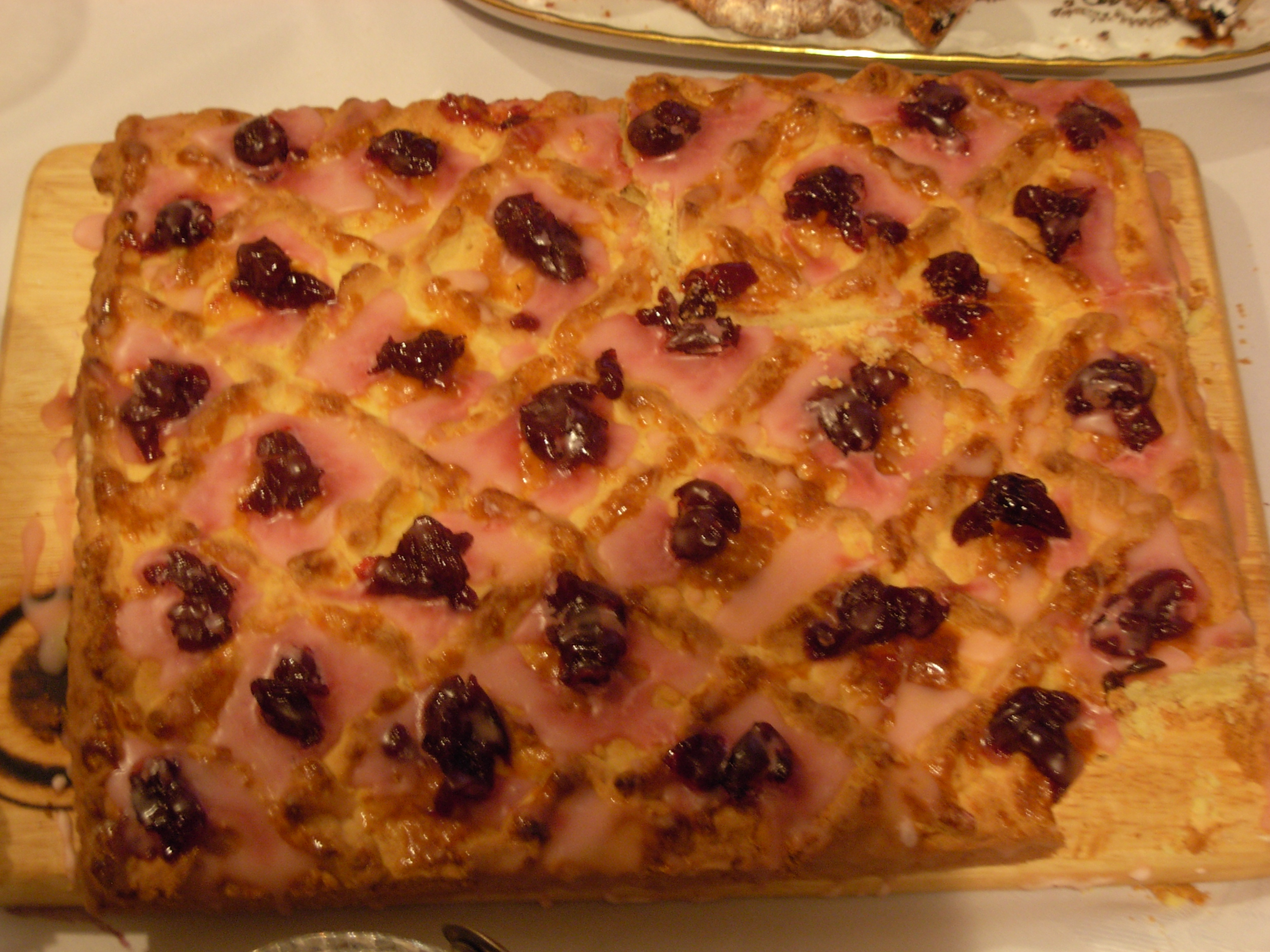
Mazurek z wiśniami ułożonymi pomiędzy kratką z ciasta, lukrowany.
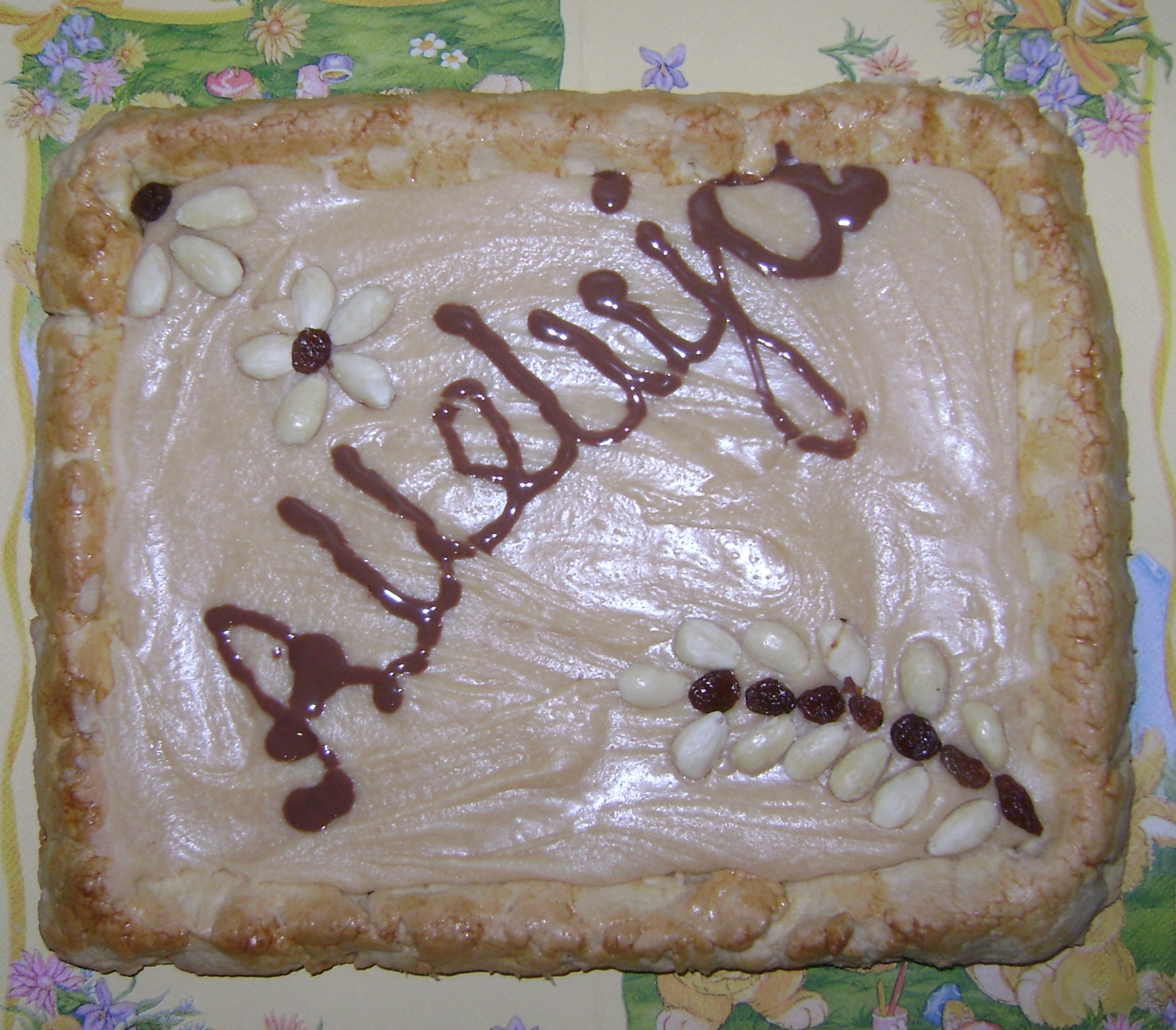
Mazurek kajmakowy
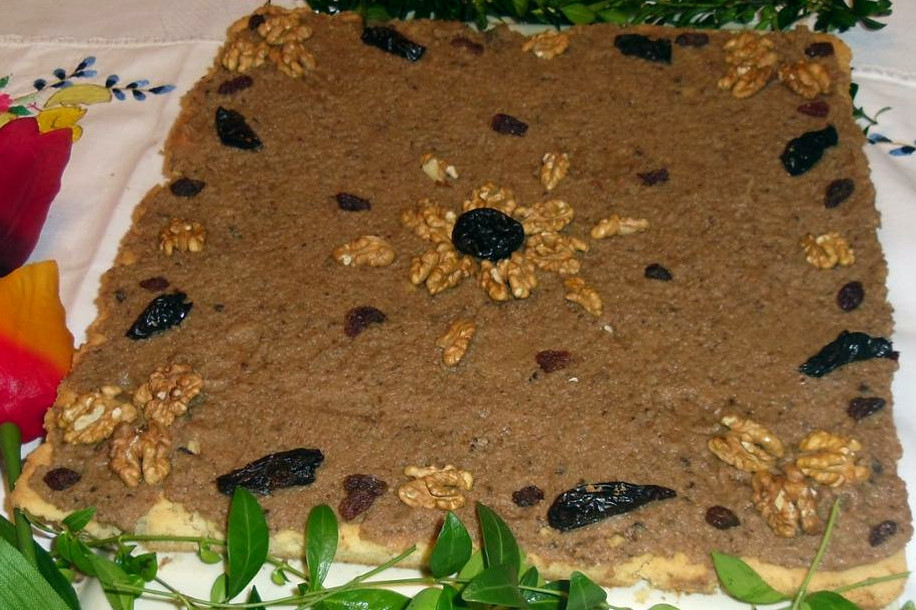
„Mazurek orzechowy” wpisany na Listę produktów tradycyjnych MRiRW.